# Agustín Martínez
Agustín Martínez   (Llorca, 1975) és un guionista i escriptor murcià. Ha treballat en les sèries de televisió Sin tetas no hay paraiso, La chica de ayer, Crematorio, El don de Alba i Víctor Ros. Ha escrit, dins del gènere de la novel·la negra, Monteperdido (2015), traduït a 10 idiomes, i La mala hierba (2017). El 2021, sota el pseudònim Carmen Mola i juntament amb Antonio Mercero i Jorge Díaz, va guanyar el premi Planeta, dotat amb un milió d'euros, amb la novel·la "La bestia".